# Sheila Tinney
Pour les articles homonymes, voir Tinney.
Sheila Christina Tinney (née Power, le 15 janvier 1918 et morte le 27 mars 2010) est une mathématicienne, physicienne mathématique et universitaire irlandaise. Elle est l'une des quatre premières femmes élues membres de l'Académie royale d'Irlande en 1949.

## Biographie

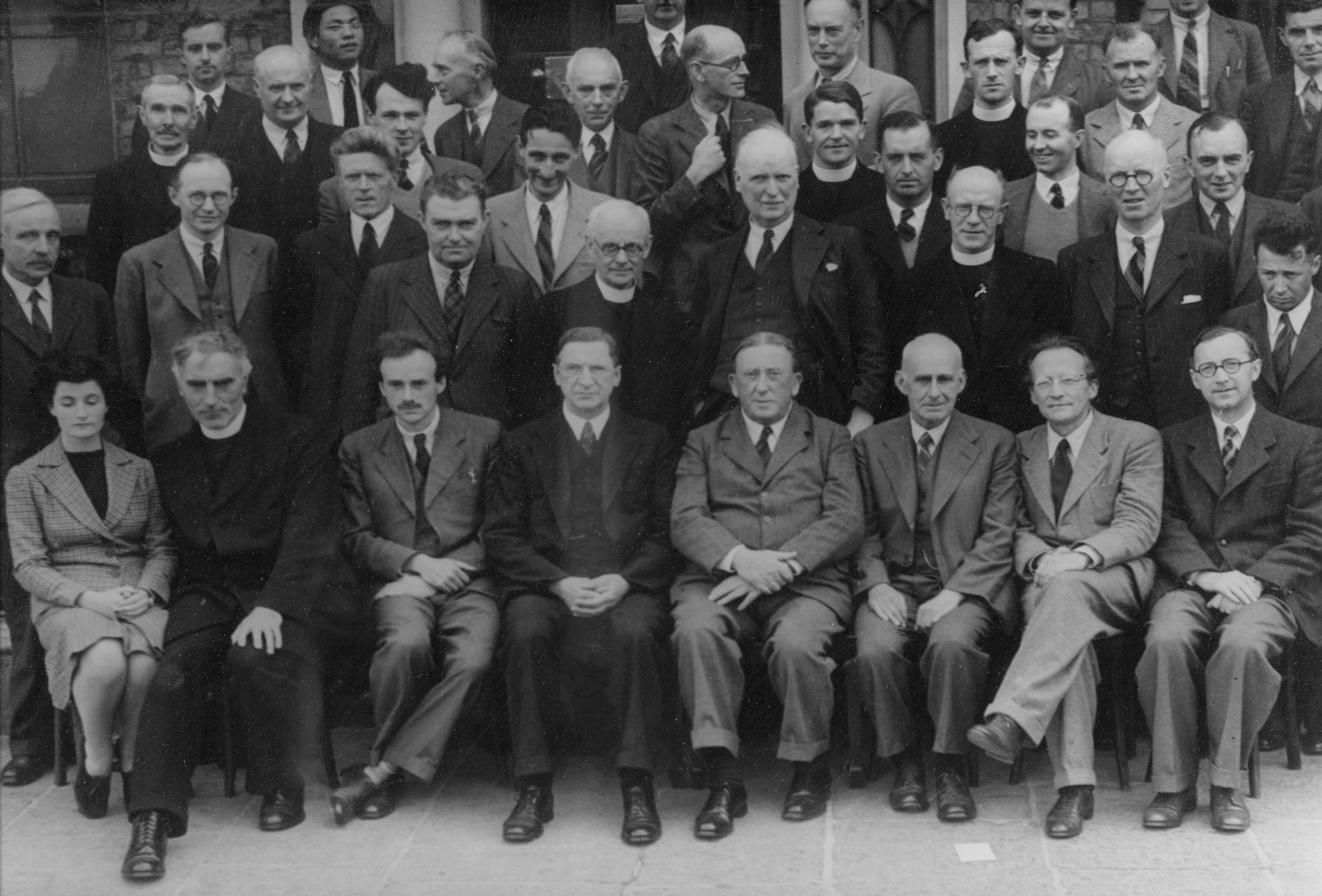
Sheila Tinney, Paul Dirac et d'autres physiciens et mathématiciens au DIAS en 1942.

Sheila Christina Power naît à Galway, fille de Michael Power, directeur du département de mathématiques de University College Galway de 1912–1955, et de Christina Cunniffe. Elle fait ses études dans un établissement dominicain, à Galway et à Dublin, et obtient son diplôme de fin d'enseignement secondaire en mathématiques au Leaving Certificate Examination. Elle fait une année d'études supérieures à l'University College Galway, puis s'inscrit à l'University College Dublin où elle obtient son diplôme de sciences en 1938, avec une mention très bien en mathématiques, major de sa promotion. Elle poursuit avec une maîtrise réalisée à l'University College Dublin en 1939. Elle obtient une bourse de l'université nationale d'Irlande, qui lui permet de financer un séjour de recherche à l'université d'Édimbourg. Elle soutient sa thèse de doctorat en 1941, sur la stabilité des réseaux cristallins sous la direction du physicien Max Born,.
Elle est nommée maître de conférences à l'University College Dublin, et est l'une des trois premières boursières nommées au tout nouvel Institut d'études avancées de Dublin (Dublin Institute for Advanced Studies, DIAS), en octobre 1941. Elle y travaille avec Paul Dirac, Arthur Eddington et Erwin Schrödinger. Elle donne les premiers cours de mathématiques de mécanique quantique à l'University College Dublin.
Son domaine de recherche est la physique quantique. Elle écrit des articles avec Schrödinger, Hideki Yukawa et Walter Heitler. De septembre 1948 à juin 1949, elle prend un congé d'étude de l'UCD et est chercheuse invitée à l'Institute for Advanced Study de Princeton où elle a travaillé dans un environnement comprenant Freeman Dyson, Hermann Weyl, Harish-Chandra et Albert Einstein.
En 1952, elle épouse Seán Tinney, un ingénieur qu'elle avait connu comme étudiant, et le couple a trois enfants, dont le pianiste classique Hugh Tinney (en). Elle prend une retraite anticipée en 1979.

## Préjugés et reconnaissance
Dès 1900, la campagne pour l'accès des femmes à des fonctions universitaires connaît un certain succès. Ainsi, le Trinity College de Dublin admet les premières femmes enseignantes en 1904. L'Académie royale d'Irlande quant à elle attend 1949 pour admettre des femmes membres. Cette année-là, elle accueille quatre femmes, et Sheila Tinney est l'une d'entre elles,.
Même à l'University College de Dublin, Tinney s'est confrontée aux préjugés contre les femmes. Une professeure émérite se souvient de la sympathie qu'elle a reçue lorsque, au début de sa carrière, elle a été spoliée d'une promotion en faveur d'un collègue masculin plus jeune et manifestement moins diplômé. Pendant son séjour à UCD, elle a acquis la réputation d'aider les jeunes collègues féminines qui tentaient de développer leur carrière.

## Hommages et postérité
La distribution de la médaille spéciale pour les 25 lauréats mondiaux des Undergraduate Awards (en) en 2016 à Dublin, a rendu hommage à Sheila Tinney, « pionnière et brillante universitaire, qui a obtenu un succès étonnant grâce à sa confiance en soi et sa détermination ».
En 2016, l'Académie royale d'Irlande rend hommage à Sheila Tinney et aux pionnières admises en 1949, dans le cadre de l'exposition Women on Walls,. En août 2018, une plaque est dévoilée à l'UCD en son honneur.

## Publications
- W. Heitler et S. Power, « On the Origin of the Soft Component of Cosmic Radiation », Physical Review, vol. 72, no 4,‎ 1947, p. 266–272 (ISSN 0031-899X, DOI 10.1103/PhysRev.72.266, Bibcode 1947PhRv...72..266H)
- Sheila C. Power, « Note on the Influence of Damping on the Compton Scattering », Proceedings of the Royal Irish Academy. Section A: Mathematical and Physical Sciences, vol. 50,‎ 1944, p. 139–142 (ISSN 0035-8975, JSTOR 20520638)
- S. Power, « The Intensity Distribution of Proper Vibrations », Proceedings of the Royal Irish Academy. Section A: Mathematical and Physical Sciences, vol. 49,‎ 1943, p. 91–100 (ISSN 0035-8975, JSTOR 20488453)
- S. C. Power, « On the stability of crystal lattices VII. Long-wave and short-wave stability for the face-centred cubic lattice », Mathematical Proceedings of the Cambridge Philosophical Society, vol. 38, no 1,‎ 2008, p. 61–66 (ISSN 0305-0041, DOI 10.1017/S0305004100022222)
- H. W. Peng et S. C. Power, « On the stability of crystal lattices VIII. Stability of rhombohedral Bravais lattices », Mathematical Proceedings of the Cambridge Philosophical Society, vol. 38, no 1,‎ 2008, p. 67–81 (ISSN 0305-0041, DOI 10.1017/S0305004100022234)